# Discothyrea icta
Discothyrea icta é uma espécie de formiga do gênero Discothyrea, pertencente à subfamília Proceratiinae.